# Jules Hartley
Jules Hartley (* im San Diego County, Kalifornien) ist eine US-amerikanische Schauspielerin, Filmproduzentin und Yogalehrerin.

## Leben
Die US-Amerikanerin Hartley wurde im San Diego County geboren. Sie studierte an der Duke University Anthropologie. Sie ist Absolventin der Columbia University, wo sie ihren Bachelor of Fine Arts in Film und Anthropologie erwarb. Während ihres Studiums verbrachte sie einige Monate in Brasilien und half Wissenschaftlern, ein „Puffer“-System zu entwickeln, um verbleibende Fragmente des Regenwaldes zu erhalten. An der Bastyr University California erwarb sie ihren Doctor of Naturopathic Medicine. Sie ist außerdem anerkannte Yogalehrerin.
Sie gab ihr Fernsehschauspieldebüt 2005 in einer Episode der Fernsehserie Jung und Leidenschaftlich – Wie das Leben so spielt. Über Besetzungen in Kurzfilmen und Episodenrollen in Fernsehserien wie Law & Order: Special Victims Unit, Saturday Night Live, Liebe, Lüge, Leidenschaft oder America’s Most Wanted konnte sie sich als Schauspielerin etablieren. 2008 erhielt sie eine Nebenrolle in dem Film Love Vegas. 2014 verkörperte sie mit der Rolle der Diane Jones eine der weiblichen Hauptrollen im Katastrophenfilm Eiszeitalter – The Age of Ice. 2015, mit dem Kurzfilm Body, Mind, Spirit: Inner Piece und 2016, mit dem Spielfilm Karla, war sie als Filmproduzentin tätig. 2015 war sie in zwei Episoden der Fernsehserie Silicon Valley als Hooli Assistant Counsel zu sehen, 2019 hatte sie ebenfalls in zwei Episoden in der Fernsehserie Dear White People als July mitgespielt. Eine Nebenrolle mimte sie 2021 in Reminiscence – Die Erinnerung stirbt nie.

## Filmografie (Auswahl)

### Schauspiel
- 2005: Jung und Leidenschaftlich – Wie das Leben so spielt (As the World Turns) (Fernsehserie, Episode 1x12534)
- 2006: Shocked Jock (Kurzfilm)
- 2006: Obsession
- 2007: Origami Deathmatch (Kurzfilm)
- 2007: The Hacking Chronicles (Fernsehfilm)
- 2007: Law & Order: Special Victims Unit (Fernsehserie, Episode 9x05)
- 2008: Love Vegas (What Happens in Vegas)
- 2008: Saturday Night Live (Fernsehserie, Episode 33x12)
- 2008: Liebe, Lüge, Leidenschaft (One Life to Live) (Fernsehserie, Episode 1x10241)
- 2008: Wired City (Fernsehfilm)
- 2009: Electric Spoofaloo (Fernsehserie, Episode 1x05)
- 2009: 7 Couches
- 2010: The Land of the Astronauts
- 2010: America’s Most Wanted (Fernsehsendung, Episode 24x04)
- 2010: Leads 360 (Kurzfilm)
- 2010: Funny in Farsi (Fernsehserie, Episode 1x01)
- 2010: Faust (Sprechrolle)
- 2011: The Measure of a Man
- 2011: Femme Fatales (Fernsehserie, Episode 1x01)
- 2011: 1000 Wege, ins Gras zu beißen (1000 Ways to Die) (Fernsehdokuserie, Episode 4x11)
- 2011: The Exorcist Files (Fernsehserie, Episode 1x01)
- 2011: Emmanuelle Through Time: Emmanuelle's Supernatural Sexual Activity (Fernsehfilm)
- 2012: Schatten der Leidenschaft (The Young and the Restless) (Fernsehserie, Episode 1x9857)
- 2012: Adventures Into the Woods: A Sexy Musical
- 2012: Emmanuelle Through Time: Emmanuelle's Skin City (Fernsehfilm)
- 2012: Emmanuelle Through Time: Rod Steele 0014 & Naked Agent 0069
- 2012: Visible Scars
- 2012: The Son of an Afghan Farmer
- 2013: Wonderstruck (Kurzfilm)
- 2013: The Horizontal Hula (Kurzfilm)
- 2014: Dark Secrets (Fernsehserie, Episode 1x08)
- 2014: The Adoption (Kurzfilm)
- 2014: Body, Mind, Spirit (Kurzfilm)
- 2014: The Black Rider: Revelation Road
- 2014: Eiszeitalter – The Age of Ice (Age of Ice)
- 2014: The Before Time
- 2014: #iKllr
- 2015: The Last King
- 2015: Silicon Valley (Fernsehserie, 2 Episoden)
- 2015: RideShare Confessions (Fernsehserie, Episode 1x06)
- 2015: Body, Mind, Spirit: Inner Piece (Kurzfilm)
- 2016: Scorpion (Fernsehserie, Episode 2x19)
- 2016: The Weed Detective (Fernsehserie, Episode 1x05)
- 2016: Karla
- 2016: B My Guest (Kurzfilm)
- 2017: Black-ish (Fernsehserie, Episode 3x23)
- 2017: A Glory Sewn (Kurzfilm)
- 2017: You Can Do Better (Fernsehserie)
- 2017: Fatales Vertrauen – Dem Mörder so nah (Unusual Suspects) (Fernsehdokuserie, Episode 9x01)
- 2017: House of the Witch (Fernsehfilm)
- 2017: Spreading Darkness
- 2017: Fuller House (Fernsehserie, Episode 3x14)
- 2017: Pumpkin (Kurzfilm)
- 2018: Grown-ish (Fernsehserie, Episode 1x01)
- 2018: Lazaretto (Kurzfilm)
- 2018: Runnin' from My Roots
- 2019: Dear White People (Fernsehserie, 2 Episoden)
- 2019: In the Moon's Shadow
- 2020: The Rescue
- 2020: The Cursed Man
- 2021: Her Deadly Boyfriend
- 2021: Reminiscence – Die Erinnerung stirbt nie (Reminiscence)
- 2021: The Burned Photo (Fernsehserie, Episode 1x03)

### Produktion
- 2015 Body, Mind, Spirit: Inner Piece (Kurzfilm)
- 2016: Karla